# Olympische Geschichte Samoas
| Gelbes Symbol für Goldmedaillen mit stilisierten Olympischen Ringen | Graues Symbol für Silbermedaillen mit stilisierten Olympischen Ringen | Braundes Symbol für Bronzemedaillen mit stilisierten Olympischen Ringen |
| ------------------------------------------------------------------- | --------------------------------------------------------------------- | ----------------------------------------------------------------------- |
| —                                                                   | 1                                                                     | —                                                                       |

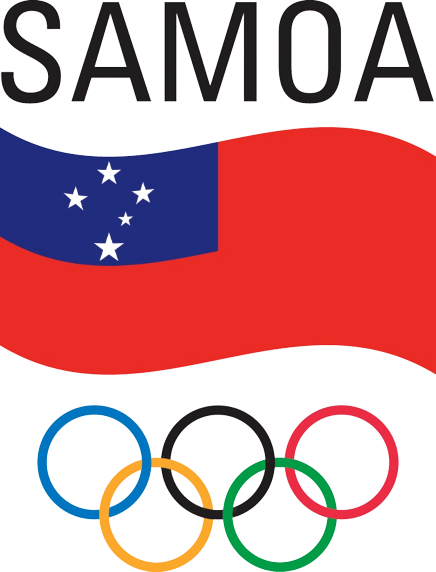
Logo der Samoa Association of Sports und des Nationalen Olympischen Komitees

Samoa, dessen NOK, die Samoa Association of Sports and National Olympic Committee, 1983 gegründet wurde, nimmt seit 1984 an Olympischen Sommerspielen teil. An Winterspielen nahm bislang kein Athlet Samoas teil. Jugendliche Athleten wurden zu allen bislang ausgetragenen Jugend-Sommerspielen geschickt.

## Allgemeine Übersicht

### Olympische Spiele
Die erste Olympiamannschaft Samoas bestand 1984 in Los Angeles aus Leichtathleten, Gewichthebern und Boxern. Bei den folgenden Sommerspielen nahmen samoanische Athleten in den Sportarten Ringen (seit 1988), Radsport und Judo (seit 2000), Bogenschießen und Kanusport (seit 2008), Taakwondo (seit 2012) und Schwimmen (seit 2016) teil.
Erste Olympioniken Samoas waren am 29. Juli 1984 die Boxer Apelu Ioane und Salulolo Aumua. Die erste Frau Samoas bei Olympischen Spielen war am 26. Juli 1996 in Atlanta die Speerwerferin Iloai Suaniu.
1992 in Barcelona trat im Gewichtheben Marcus Stephen an. Stephen war gebürtiger Nauruer, der die samoanische Staatsbürgerschaft angenommen hatte, um bei Olympischen Spielen starten zu können, da zu dem Zeitpunkt sein Heimatland kein NOK gegründet hatte. 1993 wechselte Stephen nach der Gründung des nauruischen NOKs wieder seine Staatsbürgerschaft um und startete 1996 und 2000 für Nauru.
Die Gewichtheberin Ele Opeloge sorgte 2008 in Peking für den größten Erfolg Samoas. Im Superschwergewicht belegte sie zunächst Rang 4. Bei Nachtests im August 2016 wurden die Silbermedaillengewinnerin Olha Korobka aus der Ukraine und die Bronzemedaillengewinnerin Marija Grabowezkaja des Dopings überführt und nachträglich disqualifiziert. Ele Opeloge rückte damit um zwei Plätze vor und erhielt die Silbermedaille. Sie gewann damit die erste olympische Medaille Samoas überhaupt. In London 2012 erreichte sie Platz 6.
In Rio de Janeiro 2016 waren erstmals zwei Schwimmer aus Samoa bei Olympischen Spielen vertreten. Fünf Jahre später bei den Spielen in Tokio war Eroni Leilua der erste Athlet im Segeln. In Paris 2024 war Samoa durch die 7er-Rugbymannschaft erstmals eine Mannschaftssportart vertreten.

### Olympische Jugendspiele
Mit drei Jugendlichen nahm Samoa an den Jugend-Sommerspielen 2010 in Singapur teil. Ein Junge und zwei Mädchen traten in den Sportarten Leichtathletik, Schwimmen und Gewichtheben an. 
2014 in Nanjing nahmen zwei jugendliche Athleten, je ein Junge und ein Mädchen, teil. Sie traten in der Leichtathletik an.

## Übersicht der Teilnahmen

### Sommerspiele
| Jahr      | Athleten           | Athleten           | Athleten           | Sportarten         | Sportarten         | Sportarten         | Sportarten         | Sportarten         | Sportarten         | Sportarten         | Sportarten         | Sportarten         | Sportarten         | Sportarten         | Sportarten         | Medaillen          | Medaillen          | Medaillen          | Medaillen          | Rang               |
| Jahr      | Gesamt             |                    |                    |                    |                    |                    |                    |                    |                    |                    |                    |                    |                    |                    |                    |                    |                    |                    | Medaillen – Gesamt | Rang               |
| --------- | ------------------ | ------------------ | ------------------ | ------------------ | ------------------ | ------------------ | ------------------ | ------------------ | ------------------ | ------------------ | ------------------ | ------------------ | ------------------ | ------------------ | ------------------ | ------------------ | ------------------ | ------------------ | ------------------ | ------------------ |
| 1896–1980 | nicht teilgenommen | nicht teilgenommen | nicht teilgenommen | nicht teilgenommen | nicht teilgenommen | nicht teilgenommen | nicht teilgenommen | nicht teilgenommen | nicht teilgenommen | nicht teilgenommen | nicht teilgenommen | nicht teilgenommen | nicht teilgenommen | nicht teilgenommen | nicht teilgenommen | nicht teilgenommen | nicht teilgenommen | nicht teilgenommen | nicht teilgenommen | nicht teilgenommen |
| 1984      | 8                  | 8                  | 0                  |                    | 4                  | 2                  |                    |                    | 2                  |                    |                    |                    |                    |                    |                    |                    |                    |                    |                    |                    |
| 1988      | 11                 | 11                 | 0                  |                    | 7                  | 1                  |                    |                    | 1                  |                    | 2                  |                    |                    |                    |                    |                    |                    |                    |                    |                    |
| 1992      | 5                  | 5                  | 0                  |                    | 3                  | 2                  |                    |                    |                    |                    |                    |                    |                    |                    |                    |                    |                    |                    |                    |                    |
| 1996      | 5                  | 4                  | 1                  |                    | 2                  | 1                  |                    |                    | 2                  |                    |                    |                    |                    |                    |                    |                    |                    |                    |                    |                    |
| 2000      | 5                  | 4                  | 1                  |                    | 1                  | 1                  | 1                  |                    |                    | 1                  | 1                  |                    |                    |                    |                    |                    |                    |                    |                    |                    |
| 2004      | 3                  | 2                  | 1                  |                    |                    | 1                  |                    |                    | 2                  |                    |                    |                    |                    |                    |                    |                    |                    |                    |                    |                    |
| 2008      | 6                  | 4                  | 2                  | 1                  | 1                  | 1                  |                    | 1                  | 2                  |                    |                    |                    |                    |                    |                    |                    | 1                  |                    | 1                  | 72                 |
| 2012      | 8                  | 5                  | 3                  | 1                  |                    | 2                  | 1                  | 1                  | 1                  |                    | 1                  |                    |                    |                    | 2                  |                    |                    |                    |                    |                    |
| 2016      | 8                  | 5                  | 3                  |                    |                    | 2                  | 1                  | 1                  | 2                  |                    |                    |                    | 2                  |                    |                    |                    |                    |                    |                    |                    |
| 2020      | 8                  | 7                  | 1                  |                    | 2                  |                    | 1                  | 3                  | 1                  |                    |                    |                    |                    | 1                  |                    |                    |                    |                    |                    |                    |
| 2024      | 24                 | 20                 | 4                  |                    | 1                  | 2                  | 1                  | 2                  | 1                  |                    | 1                  | 12                 | 2                  | 2                  |                    |                    |                    |                    |                    |                    |
| Gesamt    | Gesamt             | Gesamt             | Gesamt             | Gesamt             | Gesamt             | Gesamt             | Gesamt             | Gesamt             | Gesamt             | Gesamt             | Gesamt             | Gesamt             | Gesamt             | Gesamt             | Gesamt             | 0                  | 1                  | 0                  | 1                  |                    |

### Winterspiele
| Jahr      | Athleten           | Athleten           | Athleten           | Sportarten         | Medaillen          | Medaillen          | Medaillen          | Medaillen          | Medaillen          |
| Jahr      | Gesamt             |                    |                    | Sportarten         |                    |                    |                    | Medaillen – Gesamt | Rang               |
| --------- | ------------------ | ------------------ | ------------------ | ------------------ | ------------------ | ------------------ | ------------------ | ------------------ | ------------------ |
| 1924–2022 | nicht teilgenommen | nicht teilgenommen | nicht teilgenommen | nicht teilgenommen | nicht teilgenommen | nicht teilgenommen | nicht teilgenommen | nicht teilgenommen | nicht teilgenommen |
| Gesamt    | Gesamt             | Gesamt             | Gesamt             | Gesamt             | 0                  | 0                  | 0                  | 0                  |                    |

### Jugend-Sommerspiele
| Jahr   | Athleten | Athleten | Athleten | Sportarten | Sportarten | Sportarten | Sportarten | Sportarten | Sportarten | Medaillen | Medaillen | Medaillen | Medaillen          | Rang |
| Jahr   | Gesamt   |          |          |            |            |            |            |            |            |           |           |           | Medaillen – Gesamt | Rang |
| ------ | -------- | -------- | -------- | ---------- | ---------- | ---------- | ---------- | ---------- | ---------- | --------- | --------- | --------- | ------------------ | ---- |
| 2010   | 3        | 1        | 2        |            |            | 1          | 1          |            | 2          |           |           |           |                    |      |
| 2014   | 2        | 1        | 1        |            |            |            | 1          |            | 1          |           |           |           |                    |      |
| 2018   | 17       | 15       | 2        | 1          | 3          | 1          |            | 12         |            |           |           |           |                    |      |
| Gesamt | Gesamt   | Gesamt   | Gesamt   | Gesamt     | Gesamt     | Gesamt     | Gesamt     | Gesamt     | Gesamt     | 0         | 0         | 0         | 0                  |      |

### Jugend-Winterspiele
| Jahr      | Athleten           | Athleten           | Athleten           | Sportarten         | Medaillen          | Medaillen          | Medaillen          | Medaillen          | Medaillen          |
| Jahr      | Gesamt             |                    |                    | Sportarten         |                    |                    |                    | Medaillen – Gesamt | Rang               |
| --------- | ------------------ | ------------------ | ------------------ | ------------------ | ------------------ | ------------------ | ------------------ | ------------------ | ------------------ |
| 2012–2024 | nicht teilgenommen | nicht teilgenommen | nicht teilgenommen | nicht teilgenommen | nicht teilgenommen | nicht teilgenommen | nicht teilgenommen | nicht teilgenommen | nicht teilgenommen |
| Gesamt    | Gesamt             | Gesamt             | Gesamt             | Gesamt             | 0                  | 0                  | 0                  | 0                  |                    |

## Medaillengewinner

### Goldmedaillen
Bislang (Stand 2024) keine Goldmedaille

### Silbermedaillen
| Name        | Spiele      | Sportart     | Disziplin          | Anmerkung              |
| ----------- | ----------- | ------------ | ------------------ | ---------------------- |
| Ele Opeloge | 2008 Peking | Gewichtheben | Superschwergewicht | erster Medaillengewinn |

### Bronzemedaillen
Bislang (Stand 2024) keine Bronzemedaille

## Medaillen nach Sportart
| Sportart     | Gold | Silber | Bronze | Gesamt |
| Gewichtheben | 0    | 1      | 0      | 1      |
| Gesamt       | 0    | 1      | 0      | 1      |

## Medaillenspiegel

### Olympische Spiele
|                         |   |   |   | Gesamt | Rang |
| ----------------------- | - | - | - | ------ | ---- |
| Olympische Sommerspiele | 0 | 1 | 0 | 1      | 115  |
| Olympische Winterspiele | 0 | 0 | 0 | 0      | -    |
| Gesamt                  | 0 | 1 | 0 | 1      | 116  |

### Olympische Jugendspiele
|                                |   |   |   | Gesamt | Rang |
| ------------------------------ | - | - | - | ------ | ---- |
| Olympische Jugend-Sommerspiele | 0 | 0 | 0 | 0      | -    |
| Olympische Winterspiele        | 0 | 0 | 0 | 0      | -    |
| Gesamt                         | 0 | 0 | 0 | 0      | -    |